# Enrico Pallini
Enrico Pallini (Roma, 15 marzo 1963) è un attore e doppiatore italiano.

## Biografia
Formatosi presso l'Accademia nazionale d'arte drammatica di Roma, ha recitato sotto la direzione di Mario Ferrero, Andrea Camilleri (Il trucco e l'anima), Luca Ronconi (Gli ultimi giorni dell'umanità), Federico Tiezzi (Commedia dell'inferno – Purgatorio), Roberto Guicciardini (Perelà, uomo di fumo), Pino Passalacqua, Cherif, Lorenzo Salveti, Attilio Corsini. È stato uno degli speaker storici del TG5 Prima Pagina dal 1991 al 2014.

## Doppiaggio

### Film
- David Cross in Men in Black, Scary Movie 2, Men in Black II, Se mi lasci ti cancello
- Doug Jones in Hellboy, Hellboy: The Golden Army
- Tom Vaughan-Lawlor in Avengers: Infinity War, Avengers: Endgame
- Adam Nelson in Mystic River
- Donnie Yen in Rogue One: A Star Wars Story
- Matthew Lillard in Pene d'amor perdute
- John Ortiz in Kong: Skull Island
- Ted Raimi in Spider-Man 3
- Ben Shenkman in Se solo fosse vero
- Tommy Flanagan in Sin City
- Lucas Babin in School of Rock
- Michael Rapaport in L'università dell'odio
- Zach Galifianakis in Below
- Julian Sands in Harem
- Eden Falk in Il grande Gatsby
- Tony Corvillo in Nowhere

### Film d'animazione
- Formica caposquadra in Z la formica
- Tuck in A Bug's Life - Megaminimondo
- Toto ne La ricompensa del gatto
- Bob in Alla ricerca di Nemo
- Agente Lister in Monster House[1]
- Lepre in I racconti di Terramare
- Jutt ne Il regno di Ga'Hoole - La leggenda dei guardiani
- He-Lectrix ne Gli Incredibili 2
- Archivista in Coco

### Serie televisive
- Robert Joy in CSI: NY
- K.C. Collins in Saving Hope
- Kevin Rankin in Bionic Woman
- Zachary Quinto in 24
- Michael Raymond-James in True Blood
- Joel David Moore in Bones
- Richard Whiten in Austin & Ally
- David Hayter in The Flash
- Michael Cerveris in Fringe
- Héctor Díaz in Para vestir santos - A proposito di single
- Terry Chen in Jessica Jones

### Cartoni animati
- Coach Steve in Big Mouth
- Bocoe in Sonic X
- Glide in MegaMan NT Warrior
- Ide Hideki in Death Note
- Soichiro Urabe in KamiKatsu: Working for God in a Godless World